# 林仔竹
林仔竹（学名：Oligostachyum nuspiculum）为禾本科少穗竹屬下的一个种。

## 扩展阅读
- 維基物種上的相關：林仔竹